# مارسيا جايل كوك
مارسيا جايل كوك (بالإنجليزية: Marcia G. Cooke)‏ هي قاضية ومحامية أمريكية، ولدت في 16 أكتوبر 1954 في سمتر في الولايات المتحدة.